# Rio Santana (Minas Gerais)
O rio Santana é um curso de água do estado de Minas Gerais, Região Sudeste do Brasil. Nasce no município de Itapecerica, percorrendo 73 km até sua foz no lago da Usina Hidrelétrica de Furnas em Cristais.
Antes da formação do lago de Furnas o rio Santana desaguava no rio Grande. Sua bacia hidrográfica abrange uma área total de 751,29 km².